# ADメリダ
アソシアシオン・デポルティーバ・メリダ, S.A.D.（Asociación Deportiva Mérida, S.A.D.）は、スペイン・エストレマドゥーラ州メリダに本拠地を置くサッカークラブ。現在はプリメーラ・ディビシオンRFEFに所属している。

## 歴史
2013年2月19日、テルセーラ・ディビシオンに降格して消滅したメリダUDの後継クラブとして設立され、2013-14シーズンからテルセーラ・ディビシオンに所属するクラブとして活動を開始した 。設立2シーズン目にして3部リーグにあたるセグンダ・ディビシオンBへと昇格し、2015-16シーズンにはクラブ史上初めてコパ・デル・レイに出場した。

## 過去の成績
| シーズン | 部 | ディビジョン   | 順位    | コパ・デル・レイ |
| -------- | -- | -------------- | ------- | ---------------- |
| 2013-14  | 4  | テルセーラ     | 2位     |                  |
| 2014-15  | 4  | テルセーラ     | 1位     |                  |
| 2015-16  | 3  | セグンダB      | 8位     | 1回戦敗退        |
| 2016-17  | 3  | セグンダB      | 5位     |                  |
| 2017-18  | 3  | セグンダB      | 16位    | 2回戦敗退        |
| 2018-19  | 4  | テルセーラ     | 1位     |                  |
| 2019-20  | 3  | セグンダB      | 19位    | 2回戦敗退        |
| 2020-21  | 3  | セグンダB      | 6位/4位 |                  |
| 2021-22  | 4  | セグンダRFEF   | 2位     |                  |
| 2022-23  | 3  | プリメーラRFEF |         |                  |

## 歴代所属選手
- 向井章人 2022-